# Свети Георги (Станово)
Вижте пояснителната страница за други значения на Свети Георги.
„Свети Георги“ (на гръцки: Ιερός Ναός Αγίου Γεωργίου) е православна църква край лъгадинското село Каваларци (Кавалари), Гърция, част от Лъгадинската, Литийска и Рендинска епархия.
Църквата е разположена в местността Станово и е остатък от едноименното изчезнало село. Църквата е еднокорабен храм с дървен покрив от XIX век. Силно пострадала е от времето и от иманярски набези.
В 1983 година църквата е обявена за паметник на културата.